# Peter Heine
Peter Samuel Heine (28 de junio de 1928 – 4 de febrero de 2005) fue un jugador de críquet sudafricano que jugó en catorce partidos de Test entre 1955 y 1962. En su debut en Test, tomó cinco wickets en la primera entrada contra Inglaterra en Lord's en 1955.

## Vida y carrera
Un lanzador rápido conocido por su gran hostilidad, formó una potente combinación en Test con Neil Adcock. Heine consiguió 277 wickets en primera clase con un promedio de 21.38, incluyendo una marca de 8 por 92 para Orange Free State contra Transvaal en Welkom en 1954-55. Jugó para North-Eastern Transvaal en 1951-52 y 1952-53, Orange Free State en 1953-54 y 1954-55, y Transvaal desde 1955-56 hasta 1964-65.
Mientras bateaba en el partido entre Orange Free State y Natal en el Ramblers Cricket Club Ground en Bloemfontein en enero de 1955, Heine golpeó una bola de Hugh Tayfield fuera del campo con un golpe recto. Se estimó en ese momento que la bola viajó 180 yardas antes de aterrizar, pero no fue medida.
Heine murió el 4 de febrero de 2005 debido a un paro cardíaco en un hospital privado en Pretoria. Era el hermano de la jugadora de tenis Bobbie Heine Miller.